# Leuge
Leuge is een bestuurslaag in het regentschap Aceh Timur van de provincie Atjeh, Indonesië. Leuge telt 1687 inwoners (volkstelling 2010).